# 岐阜聖徳学園大学附属小学校
岐阜聖徳学園大学附属小学校（ぎふしょうとくがくえんだいがくふぞくしょうがっこう）は、岐阜県岐阜市柳津町高桑西にある私立小学校。浄土真宗に基づいた教育を行う。

## 沿革[1]
- 1972年 - 学校法人聖徳学園により、岐阜教育大学開校（教育学部）。同時に附属小学校、附属中学校、附属高等学校、附属幼稚園を開校。
- 1998年 - 岐阜教育大学は岐阜聖徳学園大学に改称。同時に附属小学校、附属中学校、附属高等学校、附属幼稚園も改称。
- 2006年 - 県私学審議会により定員増が認められ、各学年2学級に。
- 2007年 - 春に小学校の新校舎完成。同年5月より運営開始。
- 2014年 - 「教育実践公開」を11月に開催。
- 2015年 - 「公開研究会」を9月に開催。
- 2016年 - 「附属小学校附属中学校合同研究会」を10月に開催。
- 2017年 - 「日本個性化教育学会第10回全国大会・合同研究会」を10月に開催。